# Wyspa Spichrzów (Elbląg)
Wyspa Spichrzów ist ein Stadtviertel auf der ehemaligen Speicherinsel in Elbląg (deutsch Elbing) in der Woiwodschaft Ermland-Masuren in Polen. Seit Beginn des 14. Jahrhunderts wurden am Elbing zahlreiche Getreidespeicher gebaut. Während der Arbeiten an Festungsanlagen wurde das Gebiet 1626 durch einen neu angelegten Festungsgraben zu einer Insel. Nach Zerstörungen im Zweiten Weltkrieg soll die zum Teil durch Industriebrachen geprägte Insel revitalisiert werden. Ein Wettbewerb für ein städtebauliches Konzept wurde 2013 ausgeschrieben.

## Lage

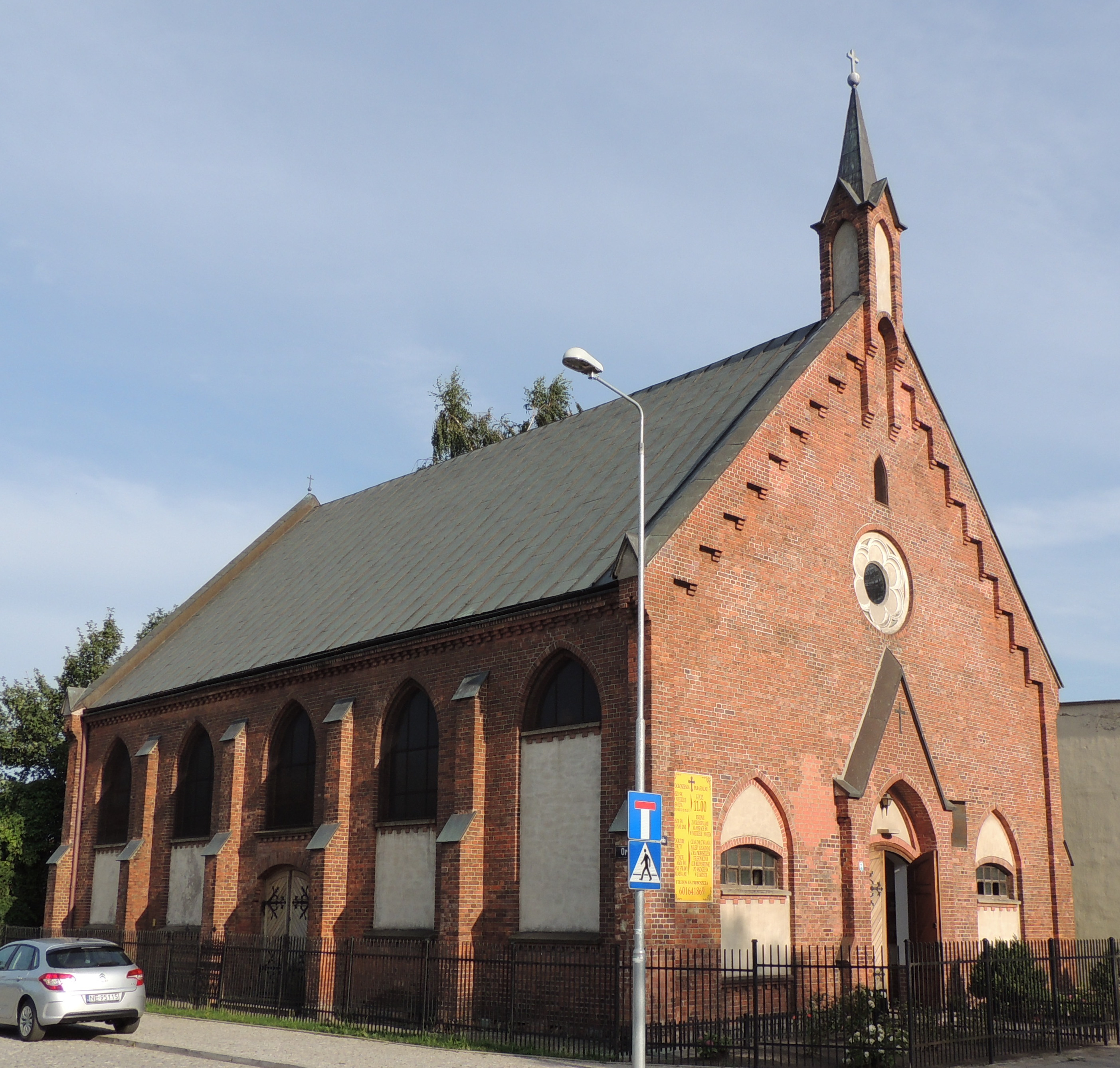
Ehemalige Kirche der Mennoniten

Die Insel liegt westlich der ebenfalls 1945 schwer zerstörten Altstadt auf dem linken Ufer des Flusses Elbląg. Sie wird im Westen vom Stadtgraben (Fosa Miejeska) umgeben.

## Baudenkmale
- Neugotische Kirche zum Guten Hirten (Kościół Dobrego Pasterza) der Polnisch-Katholischen Kirche, 1890 erbaut als Versammlungsstätte der Elbinger Mennoniten.
- Zwei gründerzeitliche Anwesen, die als Baudenkmale über den Fluss verlagert wurden. Sie dienen als Jugendzentrum.